# 8 жінок
«8 жінок» (фр. 8 femmes) — французька музична кінокомедія режисера Франсуа Озона 2002 року, знята на основі однойменної п'єси Робера Тома 1958 року. Удостоєна приза «Срібний ведмідь» на Берлінському кінофестивалі за акторський ансамбль.

## Сюжет
1950-ті роки. Французька провінція. Під Різдво у великому будинку збирається велика родина. Але радість зустрічі затьмарює страшна подія: господаря будинку знайдено мертвим у його спальні. Поліція не прибуде вчасно: хтось перерізав телефонний шнур і дроти запалювання в машині, до того ж ворота будинку занесені снігом. Відрізані від навколишнього світу, вісім жінок, близьких до господаря дому, починають самостійне розслідування.
Перелякані жінки (адже одна з них убивця!) починають з підозрами розпитувати одна одну про те, що робила кожна з них у ніч вбивства. Скільки ж сімейних таємниць відкривається відразу! Всі старанно брешуть про себе і одна про одну, намагаючись відвести від себе підозру, але правда неминуче відкриється. Страшна, несподівана правда…

## У ролях
- Даніель Дар'є — Мамі
- Катрін Денев — Габі
- Ізабель Юппер — Агюстіна
- Еммануель Беар — Луїза
- Фанні Ардан — П'єррет
- Віржіні Ледуайєн — Сюзан
- Людовін Саньє — Катрін
- Фірмін Рішар — Мадам Шанель
- Домінік Ламурем — Марсель

## Знімальна група
- Режисер — Франсуа Озон
- Сценаристи — Марина де Ван, Франсуа Озон, Робер Тома
- Оператор — Жанна Лапуарі
- Композитори — Крішна Леві, Мішель Берже
- Художник — Арно де Молерон
- Продюсери — Олів'є Дельбоск, Марк Міссоньє, Стефан Селер'є